# Delta (Alabama)
Delta önkormányzat nélküli statisztikai település az USA Alabama államában, Clay megyében. Lakosainak száma 260 fő (2020. április 1.). .